# BL 4,7″/45
BL 4.7-inch, 45-calibre gun — британское морское орудие калибра 4,7 дюймов (120 мм) с длиной ствола 45 калибров. Разработано в 1918 году для борьбы с тяжеловооружёнными германскими эсминцами. Состояли на вооружении в годы Первой и Второй мировых войн.
Единственные казнозарядные 120-мм орудия британского флота с картузным заряжанием (англ. BL, breach loading). Все остальные 120-мм орудия относились к так называемым «скорострельным» (англ. quick-firing, QF), использовавшим метательный заряд, помещённый в металлическую гильзу.

## Варианты

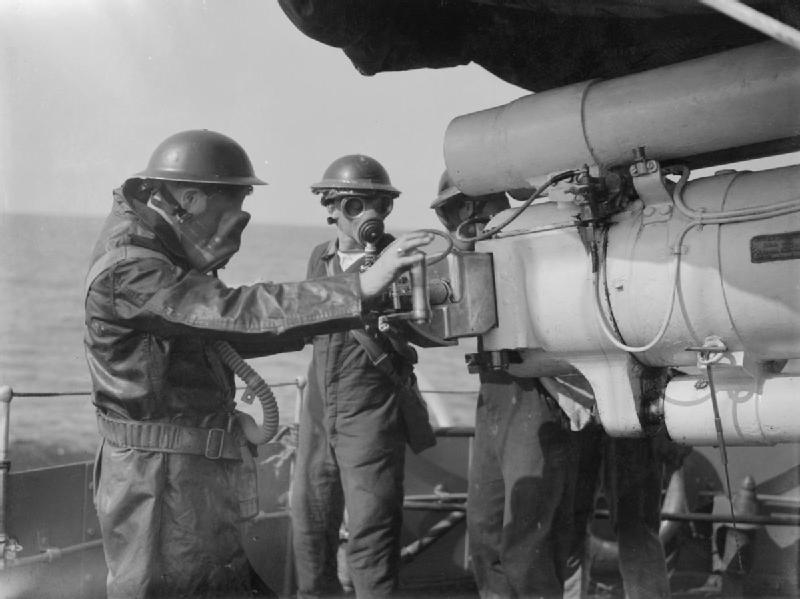
Артиллеристы эсминца «Броук» у орудия, сентябрь 1940 года

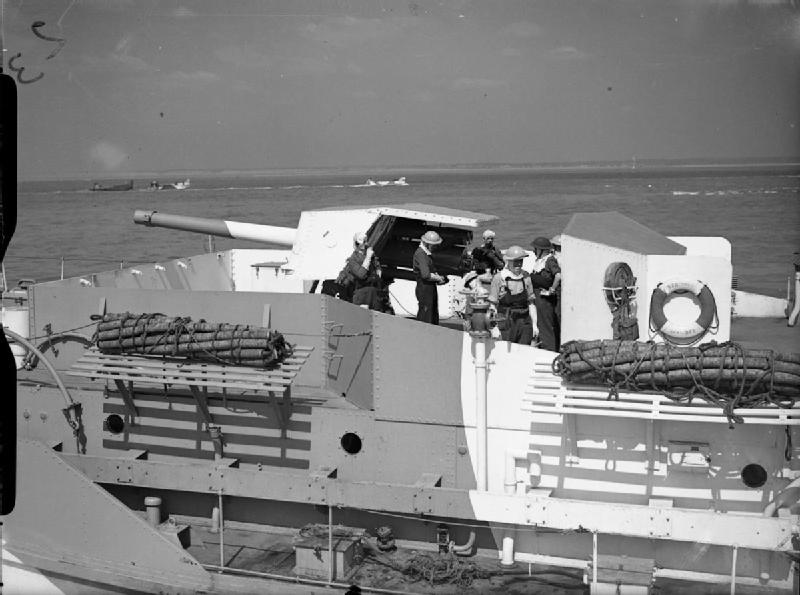
Большой корабль поддержки десанта LCG(L), подготовка к высадке в Нормандии, 1944 год

1. Mk I — ствол изготовлен по технологии крепления проволокой. Этими орудиями были вооружены лидеры типа «Скотт», типа «Шекспир», эсминцы типа «Фолкнор» (после перевооружения), эсминцы модифицированного типа W, а также экспериментальные эсминцы «Эмбьюскейд» и «Эмезон».
2. Mk I* — вариант с упрощённым стволом для вооружения торговых судов (англ. DAMS). Изготовлено 3 орудия[2].
3. MK II — образца 1940 года, с моноблочным стволом. Изготовлено 32 орудия для замены изношенных орудий Mk I[2].

Помимо вышеупомянутых типов лидеров и эминцев орудия этого типа устанавливались на авиатранспорты «Афина» и «Энгадин», большие корабли поддержки десанта типов LCG(L)3 и LCG(L), а также на французские эсминцы «Ураган» и «Мистраль» типа «Бурраск» в ходе их перевооружения в Англии.
Орудия эсминцев размещались на открытых одноорудийных артиллерийских установках типов CPVI, CPVI* или CPVI**. Все установки обеспечивали угол подъёма ствола, равный 30 °.

## Следующий тип
В 1930 году вошли в строй эскадренные миноносцы типа A, вооруженные новым 120-мм орудием QF 4,7″/45 Mk IX, имевшим раздельно-гильзовое заряжание.

## Комментарии
1. ↑  NavWeaps даёт 187, но из этого числа вычтены 3 Mk I*, упомянутые Норманом Фридманом